# Paul Schmidt-Roller
Paul Schmidt-Roller (* 23. April 1891 in Cainsdorf bei Zwickau; † 8. November 1963 in Zwickau) war ein deutscher Maler, Kunstlehrer und Textilgestalter.

## Leben
Von 1905 bis 1909 war der Sohn eines Schmiedes an der Plauener Kunstschule in Ausbildung. Bis zum Ausbruch des Ersten Weltkrieges als Textilgestalter tätig, wurde er durch den Krieg am Besuch der Kunstakademie Dresden gehindert. Seit 1920 war er als freischaffender Maler tätig, ab 1930 arbeitete er als Lehrer an der Plauener Kunstschule und nahm auch dort seinen Wohnsitz. 1945 hatte er durch die Bombenangriffe des Zweiten Weltkrieges den Verlust seines Hauses in Plauen und zahlreicher Arbeiten zu beklagen. Seitdem war er in Steinpleis bei Werdau ansässig.
Ab 1958 kommt es unter dem Motto „Kunst hilft Kohle“ zu Studieneinsätzen von Künstlern in Regionen des Bergbaus und der kohleverarbeitenden Industrie der DDR. Paul Schmidt-Roller nahm dabei in einer Künstlerbrigade mit dreizehn Künstlern, darunter Erhard Zierold, Karl Heinz Jakob, Erika und Edgar Klier, Käthe Walther und Erik Magnus Winnertz, an Produktions- und Porträtstudien von Bergarbeitern des Steinkohlenwerks Martin Hoop in Zwickau teil. Ziel war vor allem, die Werktätigen in der Produktion im Sinn des Sozialistischen Realismus darzustellen.
Er war in den Nachkriegsjahren langjähriger Vorsitzender des Arbeitsgebietes Zwickau im Verband Bildender Künstler Deutschlands (VBKD) und als Dozent im Fach Malen an der Mal- und Zeichenschule (MuZ) in Zwickau zusammen mit Tatjana Lietz und Erik Magnus Winnertz tätig.
Schmidt-Rollers Nachlass befindet sich in den Städtischen Museen Zwickau. Im Landesmuseum Württemberg befindet sich ein von Schmidt-Roller entworfener Dekorationsstoff, der von dem Wiener Unternehmen Johann Backhausen und Söhne produziert wurde.

## Ehrungen
- 1960: Max-Pechstein-Preis
- um 1960/1961: Nationalpreis der DDR (für das Bild Rinderstall LPG Ernst Grube Steinpleis)

## Weitere Werke (Auswahl)

### Malerei und Zeichenkunst
- In der Schmiede der MTS (1950, Öl)[4][5]
- Traktoristen der MTS Steinpleis zu den III. Weltfestspielen in Berlin (auf der Ausstellung "Künstler schaffen für den Frieden")
- Alte Weide (1952, Aquarell)[6][5]
- Nationalpreisträger Alfred Naumann – Karl-Marx-Werk Zwickau mit dem Zwickauer Plan (Öl, 102 × 72; auf der Dritten Deutschen Kunstausstellung)[7]
- Brucker im Garten (1952, Öl)[8][5]

### Postum als Buchillustrationen verwendete Zeichnungen
- Rolf Ketzel: Die Burgsteinwirte und ihre Gäste, Vogtland Verlag, Plauen-Jößnitz, 2004; ISBN 3-928828-30-4[9]

## Ausstellungen (mutmaßlich unvollständig)

### Einzelausstellungen
- 1961: Zwickau, Städtisches Museum (mit Albert Schwarz)
- postum 2022/2023: Zwickau, Priesterhäuser (mit Erik Magnus Winnertz)

### Gruppenausstellungen
- 1951/1952: Berlin, Museumsbau am Kupfergraben („Künstler schaffen für den Frieden“)
- 1953: Dresden, Dritte Deutsche Kunstausstellung
- 1960: Karl-Marx-Stadt, Kunstausstellung des Bezirkes Karl-Marx-Stadt

#### Postum
- 2010: Zwickau, Städtisches Museum ("Kunst und Kohle")
- 2015/2016: Werdau, Galerie im Verwaltungszentrum Werdau des Landkreises Zwickau (Bilder aus der Kunstsammlung des Landkreises Zwickau)

## Weblink
- letter-stiftung.de: Wer kennt es? „Die Sachsen an der Beresina“: